# 蔵本孝二
蔵本 孝二（くらもと こうじ、1951年8月14日 - ）は、大分県日田市出身の日本の柔道家。身長174cm。

## 経歴
福岡県久留米市立南筑高校、拓殖大学、神奈川県警察の経歴。
1976年神奈川県警当時に出場したモントリオールオリンピックの男子柔道軽中量級銀メダリスト。

## 主な戦績
軽中量級での戦績
- 1973年 - 全日本学生柔道選手権大会 優勝(軽量級)
- 1974年 - 選抜体重別 優勝
- 1974年 - アジア選手権 優勝
- 1975年 - ソ連国際 優勝
- 1975年 - 選抜体重別 優勝
- 1975年 - 世界選手権 3位
- 1976年 - 選抜体重別 優勝
- 1976年 - モントリオールオリンピック 2位

71kg級での戦績
- 1978年 - 講道館杯 3位
- 1978年 - 選抜体重別 3位
- 1978年 - 嘉納杯 2位